# Momu Coronae
Le Momu Coronae sono una struttura geologica della superficie di Venere.